# Audi Lunar Quattro
Audi Lunar Quattro — луноход. Создан командой инженеров из Германии Part-Time Scientists при поддержке компании Audi и ряда учёных и компаний из различных стран в 2015 году. Полетит на Луну в рамках программы Google Lunar X PRIZE во второй половине 2021 года на борту двухступенчатой ракеты SpaceX Falcon 9. Изготовлен из сплавов на основе , алюминия , титана и магния. Общий вес лунохода составляет 35 кг, максимальная скорость 3,6 км/час. Четыре электродвигателя питаются от солнечных батарей и литий-ионных аккумуляторов.